# داريل جنيفير
داريل جنيفير (بالإنجليزية: Darryl Jenifer)‏ هو موسيقي أمريكي، ولد في 22 أكتوبر 1960 في واشنطن العاصمة في الولايات المتحدة.

## وصلات خارجية
- داريل جنيفير على موقع ميوزك برينز (الإنجليزية)
- داريل جنيفير على موقع أول ميوزيك (الإنجليزية)
- داريل جنيفير على موقع ديسكوغز (الإنجليزية)